# Rhyticeros
Rhyticeros é um gênero de aves da família Bucerotidae.
As seguintes espécies são reconhecidas:
- Rhyticeros plicatus , calau-papua (Forster, JR, 1781)
- Rhyticeros narcondami, calau-de-narcondão Hume, 1873
- Rhyticeros subruficollis, calau-de-garganta-branca (Blyth, 1843)
- Rhyticeros undulatus, calau-circinado (Shaw, 1812)
- Rhyticeros everetti, calau-de-sumba Rothschild, 1897
- Rhyticeros cassidix, calau-carunculado  (Temminck, 1823)